# Miss Solskin
Miss Solskin er en dansk modelkonkurrence arrangeret siden 1969 af billedugebladet Se og Hør.. Konkurrencen er en skønhedskonkurrence for kvinder og piger over 18 år (tidligere 15 år), hvor modellerne optræder topløse eller delvist afklædte (tidligere nøgen) for et dommerpanel. Kandidaterne findes ved lokale konkurrencer i danske byer og finalen finder oftest sted på en solrig feriedestination i udlandet.